# Alemania Oriental en los Juegos Olímpicos de Calgary 1988
Alemania Oriental estuvo representada en los Juegos Olímpicos de Calgary 1988 por un total de 53 deportistas que compitieron en 8 deportes.  
El portador de la bandera en la ceremonia de apertura fue el biatleta Frank-Peter Roetsch.

## Medallistas
El equipo olímpico de Alemania Oriental obtuvo las siguientes medallas:
| Nombre                                                       | Deporte               | Competición  |
| ------------------------------------------------------------ | --------------------- | ------------ |
| Oro                                                          |                       |              |
| Frank-Peter Roetsch                                          | Biatlón               | 10 km M      |
| Frank-Peter Roetsch                                          | Biatlón               | 10 km M      |
| Jens Müller                                                  | Luge                  | Individual M |
| Jörg Hoffmann Jochen Pietzsch                                | Luge                  | Doble M      |
| Steffi Walter                                                | Luge                  | Individual F |
| Katarina Witt                                                | Patinaje artístico    | Individual F |
| Uwe-Jens Mey                                                 | Patinaje de velocidad | 500 m M      |
| André Hoffmann                                               | Patinaje de velocidad | 1500 m M     |
| Christa Luding-Rothenburger                                  | Patinaje de velocidad | 1000 m F     |
| Plata                                                        |                       |              |
| Wolfgang Hoppe Bogdan Musiol                                 | Bobsleigh             | Doble M      |
| Wolfgang Hoppe Dietmar Schauerhammer Bogdan Musiol Ingo Voge | Bobsleigh             | Cuádruple M  |
| Ute Oberhoffner                                              | Luge                  | Individual F |
| Stefan Krauße Jan Behrendt                                   | Luge                  | Doble M      |
| Uwe-Jens Mey                                                 | Patinaje de velocidad | 1000 m M     |
| Christa Luding-Rothenburger                                  | Patinaje de velocidad | 500 m F      |
| Karin Enke-Kania                                             | Patinaje de velocidad | 1000 m F     |
| Karin Enke-Kania                                             | Patinaje de velocidad | 1500 m F     |
| Andrea Ehrig-Mitscherlich                                    | Patinaje de velocidad | 3000 m F     |
| Andrea Ehrig-Mitscherlich                                    | Patinaje de velocidad | 5000 m F     |
| Bronce                                                       |                       |              |
| Bernhard Lehmann Mario Hoyer                                 | Bobsleigh             | Doble M      |
| Cerstin Schmidt                                              | Luge                  | Individual F |
| Karin Enke-Kania                                             | Patinaje de velocidad | 500 m F      |
| Andrea Ehrig-Mitscherlich                                    | Patinaje de velocidad | 1500 m F     |
| Gabi Zange                                                   | Patinaje de velocidad | 3000 m F     |
| Gabi Zange                                                   | Patinaje de velocidad | 5000 m F     |